# Association sportive Commune II
 (juillet 2017).
Si vous disposez d'ouvrages ou d'articles de référence ou si vous connaissez des sites web de qualité traitant du thème abordé ici, merci de compléter l'article en donnant les références utiles à sa vérifiabilité et en les liant à la section « Notes et références ».
L'Association sportive Commune II est un club malien de football basé à Bamako et évoluant en D1 malienne. 
L'équipe s'entraîne sur l'hippodrome de Bamako.